# 1995 GJ7
1995 GJ7 är en asteroid i huvudbältet som upptäcktes den 1 april 1995 av den japanska astronomen Satoru Otomo i Kiyosato.
Asteroiden har en diameter på ungefär 8 kilometer.